# مرتضی ایزدی زردآلو
مرتضی ایزدی زردآلو (انگلیسی: Morteza Izadi Zardalou؛ زاده ۲۱ اوت ۱۹۸۱) یک بازیکن فوتبال اهل ایران است.